# Comandante Thire
El Comandante Thire es un personaje de la saga de la Guerra de las Galaxias.
Comandante Thire era el apodo del soldado clon que asistió al Emperador Palpatine en el Senado Galáctico cuando un revoltoso maestro Jedi se introdujo ahí. Thire se encargó de buscar los restos del Maestro Yoda, pero no los halló por ninguna parte; lo que en su defecto hizo deducir a Mas Amedda el hecho de que Yoda "no estuviese muerto" y Palpatine le ordena buscarlo por todas partes antes de que el Jedi escape de las instalaciones.
- Datos: Q8348162